# Competències bàsiques
Les competències bàsiques en didàctica són les capacitats que es consideren fonamentals perquè una persona adulta pogués organitzar la seva vida personal i professional de manera autònoma. En l'Estat Espanyol estan legalment establertes per la Llei Orgànica d'Educació (LOE) i concretades a Catalunya per un decret en el qual s'estableix l'ordenació dels ensenyaments a l'Educació Secundària Obligatòria (ESO) o per a obtenir Graduat en Educació Secundària.
Competència vol dir ésser capaç d'utilitzar els coneixements i les habilitats que una persona té en contextos i situacions quotidianes, en les quals es fa necessari coneixements vinculats a diferents sabers i, per tant, coneixements transversals. Ésser competent implica comprendre les situacions, reflexionar sobre allò que està passant i discernir sobre la millor acció a fer d'acord amb la dimensió social de cada situació. Així doncs, el terme competència inclou tant els sabers (coneixements teòrics) com les habilitats (coneixements pràctics o aplicacions) i les actituds (compromisos personals).
Per assolir les competències bàsiques cada àrea, matèria o assignatura hi contribueix d'acord amb allò que estableix el currículum i serà a més a més la seva finalitat última. Però no només es considera important el treball a l'aula, sinó que també es té molt en compte la mateixa organització dels centres escolars, les relacions personals que s'estableixen, la mateixa comunicació entre tots els membres de la comunitat educativa (professors, alumnes, famílies i personal no docent) o la relació amb l'entorn. Tot plegat, amb el dia a dia als centres escolars, contribueix a fer que els alumnes puguin assolir les anomenades competències bàsiques.

## Les vuit competències bàsiques
Les competències bàsiques s'agrupen en dos grans grups:

### Competències transversals
Competències transversals impregnen tot el currículum. Tot i que per exemple, llegir i escriure correctament la llengua vehicular pot ensenyar-se en classes específiques, aquesta competència intervé i s'ensenya en tot el currículum.
Competències comunicatives que permeten comprendre i expressar la realitat
1. Competència comunicativa, lingüística i audiovisual
2. Competència artística i cultural
Competències metodològiques que permeten activar l'aprenentatge
3. Tractament de la informació i competència digital
4. Competència matemàtica
5. Competència d'aprendre a aprendre
Competències personals que es relacionen amb el desenvolupament personal
6. Competència d'autonomia i iniciativa personal

### Competències més específiques
Les competències més específiques es relacionen amb la cultura i la visió del món que tenen com a objectiu afavorir que les persones siguin més reflexives, crítiques i adequades. Aquestes competències són la concreció a l'Estat Espanyol de competències generals dictades per la Unió Europea, com a objectiu perquè tots els seus ciutadans tinguin una sèrie d'habilitats per al futur. Són necessaris per a poder a conviure i habitar el món.
7. Competència en el coneixement i la interacció amb el món físic
8. Competència social i ciutadana

## Competències generals al batxillerat
Al batxillerat canvia la definició d'algunes competències, que queden legislades així:
- Competència comunicativa
- Competència en gestió i tractament de la informació
- Competència digital
- Competència en recerca
- Competència personal i interpersonal
- Competència en coneixement i interacció amb el món